# Conops quadrifasciatus
Conops quadrifasciatus är en tvåvingeart som beskrevs av De Geer 1776. Conops quadrifasciatus ingår i släktet Conops och familjen stekelflugor. Arten är reproducerande i Sverige. Inga underarter finns listade i Catalogue of Life.